# Regensberg (Szwajcaria)
Regensberg (gzu. Rägischbèèrg, d Buurg) – miasto i gmina (Politische Gemeinde) w północnej Szwajcarii, w kantonie Zurych, w okręgu (Bezirk) Dielsdorf.

## Demografia
W Regensbergu mieszkają 464 osoby. W 2021 roku 17,7% populacji gminy stanowiły osoby urodzone poza Szwajcarią.